# Kottgeisering
Kottgeisering là một đô thị thuộc huyện Fürstenfeldbruck trong bang Bayern nước Đức. Đô thị Kottgeisering có diện tích 8,21 km², dân số thời điểm 31 tháng 12 năm 2006 là 1534 người.